# Asai Ryōi

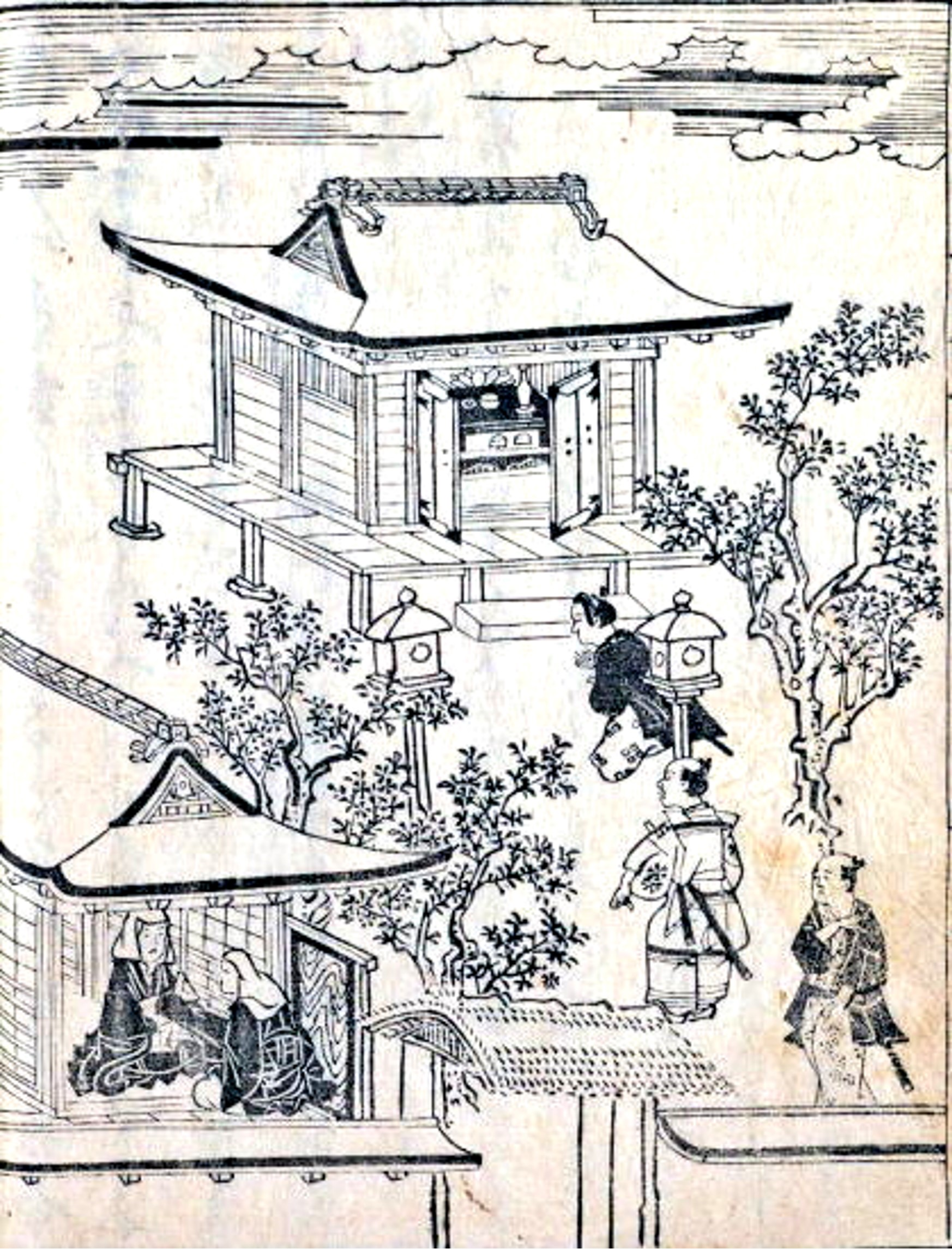
Aus „Edo meisho-ki“

Asai Ryōi (japanisch 浅井 了意; geboren um 1610 in Mishimae, Provinz Settsu; gestorben 29. Januar 1691) war ein japanischer Schriftsteller populärer Kana-zōshi und gehaltvoller Literatur in der frühen Edo-Zeit. Er gilt als Pionier als Verfasser des Übernatürlichen.

## Leben und Wirken
Asai Ryōi, auch bekannt als Asai Shōun Ryōi (浅井 松雲了意) bzw. Honseiji Shōgi-bo Ryōi (本性寺 昭儀坊了意), wurde als Sohn des Abtes des Tempels der Jōdo-Shinshū-Richtung des Buddhismus Honshō-ji (本性寺) geboren. Es wird angenommen, dass er seine Jugend woanders verbrachte und sich in buddhistischen, konfuzianischen und japanischen Studien ausbildete und ab etwa 1659 zum führenden Autor von Werken im Kana-zōshi wurde. Es entstanden
- 1659 „Kan’ninki“ (堪忍記) – „Bericht zur Geduld“,
- 1659 „Tōkaidō meisho-ki“ (東海道名所記) – „Darstellung berühmter Orte am Tōkaidō“,
- 1660 „Kashōki hyōban“ (可笑記評判) – „Bericht über lustige Vorkommnisse“,
- 1662 „Edo meisho-ki“ (江戸名所記) – „Darstellung berühmter Orte von Edo“,
- 1692 „Inu Hariko“ (狗張子) – „Der Hund Hariko“

und weitere Werke, womit er seinen Platz als bekanntester Schriftsteller seiner Zeit erhielt.
Asai veröffentlichte auch so herausragende Werke wie „Musashi Abumi“ (むさしあぶみ) 1661, 1661 auch einen Bericht über den Meireki-Großbrand von 1657, um 1665 das „Ukiyo Monogatari“ (浮世物語), in dem er versuchte, die Realität des Lebens durch Lachen zu kritisieren, und 1666 „Otogiboko“ (御伽婢子), eine Adaption der chinesischen Geistergeschichte „Jiandeng xinhua“ (剪燈新話), sowie eine Sammlung seltsamer japanischer Geschichten. Das waren alles Werke, die einen erheblichen Einfluss auf Werke spätere Generationen hatten.
Die Periode, in der er sich auf Kana-zōshi konzentrierte, endete jedoch in den 1660er Jahren, und ab den 1670er Jahren schrieb er eine große Anzahl buddhistischer Texte, darunter „Sambukyō Kosui“ (三部経鼓吹) – „Empfehlungen zu den ‚Drei Sutras‘“, publiziert von 1668 bis 1674, und andere Werke der Aufklärung und Kommentare zu einer Vielzahl von Themen, und war somit auch als Verfechter des Buddhismus aktiv.

## Zitat
„…nur für den Augenblick leben, unsere ganze Aufmerksamkeit der Schönheit des Mondes, des Schnees, der Kirschblüten und bunt verfärbten Ahornblätter widmen, Lieder singen, uns selbst nur treiben, dahintreiben lassen, uns nicht um die Armut der anderen scheren, die uns ins Gesicht starrt, uns von nichts entmutigen lassen, uns wie eine Kalebasse von der Strömung des Flusses dahintreiben lassen: das ist es, war wir die fliessende Welt nennen …“